# Sidonie Van Larebeke
Sidonie Van Larebeke, artiestennaam Hélène Maréchal of kortweg Lène (Sint-Amandsberg, 31 december 1893 – 25 juni 1970), was een Gentse cabaretier, toneelspeelster, revue-artieste en zangeres. Ze stond vooral bekend om haar benefietoptredens voor de teringlijders en de vele optredens in de Minardschouwburg van het volkstheater.
Auteur Eric Bauwens schreef een boek over haar naar aanleiding van een gedenkavond, getiteld "Lène. Hélène Maréchal: tussen toneel en liefdadigheid". In Gentbrugge is de straat "Hélène Maréchalhof" vernoemd naar haar artiestennaam.

## Biografie
Van Larebeke stond voor het eerst op de planken toen ze 15 jaar was en stond veel in de Minardschouwburg, die leegstond na de oorlog en weer op gang werd getrokken door Romain Deconinck. Ze speelde vooral volksfiguren, zoals haar bekendste typetje "Lène Maréchal". 
Zij mocht Laurel en Hardy verwelkomen bij hun bezoek aan Gent in 1947.

## Erkenningen
- Toneelstuk "Lène Maréchal, de revue van een proeverigge" geregisseerd in 1983 door Freek Neirynck.
- Straatnaam in Gentbrugge "Hélène Maréchalhof"
- Gedenkplaat in Gent [5][6]
- Gedenkboek van Eric Bauwens [7]